# Łukasz Michalski

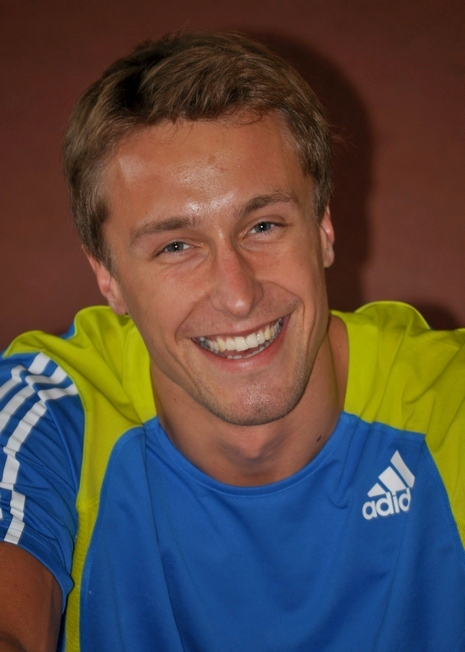
Łukasz Michalski (2010)

Łukasz Michalski (* 2. August 1988 in Bydgoszcz) ist ein polnischer Stabhochspringer.
Michalski wurde bei den Leichtathletik-Jugendweltmeisterschaften 2005 in Marrakesch Vierter und bei den Leichtathletik-Juniorenweltmeisterschaften 2006 in Peking Achter. Seine erste internationale Medaille gewann er als Dritter bei den Leichtathletik-Junioreneuropameisterschaften 2007 in Hengelo.
Im Erwachsenenbereich trat Michalski international erstmals mit seinem sechsten Platz bei den Leichtathletik-Halleneuropameisterschaften 2009 in Turin in Erscheinung. Im selben Jahr belegte er bei der Leichtathletik-Team-Europameisterschaft in Leiria den dritten Platz, konnte sich bei den Leichtathletik-Weltmeisterschaften in Berlin dagegen nicht für das Finale qualifizieren. Bei den Leichtathletik-Hallenweltmeisterschaften 2010 in Doha wurde er Neunter, bei den Leichtathletik-Europameisterschaften in Barcelona Siebter.
2011 siegte Michalski bei der Sommer-Universiade in Shenzhen. Bei den Leichtathletik-Weltmeisterschaften in Daegu verpasste er als Vierter eine Medaille nur knapp. Mit einer persönlichen Bestleistung von 5,85 m übersprang er die gleiche Höhe wie der Bronzemedaillengewinner Renaud Lavillenie aus Frankreich, der allerdings weniger Fehlversuche hatte.